# スピードスター (企業)
株式会社スピードスターは、かつて大阪府八尾市に存在した自動車部品メーカー。
「SSR」ブランドなどのアルミホイールを製造・販売していた。
同じく大阪府に本社を置いていた、「Equip」等のブランドで有名なアルミホイールの発売元で知られるWORKと共に、アルミホイールメーカーとしての地位を確立させた。

## 概要

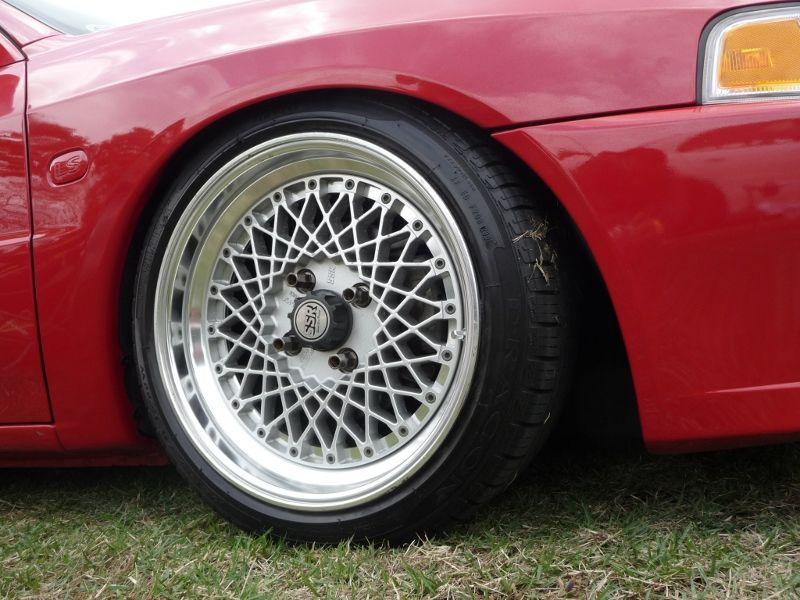
SSR Formula Mesh

濱田政信が、国内で初めて「3ピース・アルミホイール」を開発。その製造・販売を目的に1971年に個人創業。1978年には株式会社スピードスターに法人改組した。
モータースポーツシーンにおいて高い評価を得たことで圧倒的な支持を受け、アルミホイールブームを生むきっかけともなった。
1990年代には「半溶融鍛造」と呼ばれる画期的な製法での量産ラインを世界で初めて完成させた。
2005年1月27日に関連会社のスピードスター販売と共に自己破産を申請。

## 倒産後
2005年10月に自動車部品メーカーのタナベ（本社・大阪府箕面市）が、スピードスターの事業を買収。
同社により2018年現在はSSR事業部として、多くのブランド展開をしている。
【2018年現在の展開ブランド一覧】
・スポーツ１ピースブランド
「GT」https://www.rd-tanabe.com/ssr/lineup/bland/gt.html
・SUV&HIACEブランド
「DEVIDE」https://www.rd-tanabe.com/ssr/product/devide-x01h/
・USモードデザインで２ピース&３ピースホイールを展開する「EXECUTOR」https://www.rd-tanabe.com/ssr/lineup/bland/executor.html
・かつての名作を復活させた３ピースホイール
「SSR MINERVA」https://www.rd-tanabe.com/ssr/lineup/bland/MINERVA.html
・インポートカーにマッチするシンプルなデザイン２ピースホイールブランド
「ABELA」https://www.rd-tanabe.com/ssr/lineup/bland/ABELA.html
・レーシングナイズ な、クールなビジュアルの２ピースホイールブランド
「REINER」https://www.rd-tanabe.com/ssr/lineup/bland/REINER.html
・軽量かつドレッシーな３ピースホイールブランド
「Professor」https://www.rd-tanabe.com/ssr/lineup/bland/professor.html
・従来の名作を現代のスペックで再現した３ピースホイールブランド
「Formula」https://www.rd-tanabe.com/ssr/lineup/bland/formula.html
・欧州車向けハイエンド３ピースホイールブランド
「WERFEN」https://www.rd-tanabe.com/ssr/lineup/bland/werfen.html
・旧車と共に輝き続ける“元祖３ピースホイール”
「SPEED STAR」https://www.rd-tanabe.com/ssr/lineup/bland/speed_star.html

## モータースポーツ
1977年に「スピードスターホイールレーシングチーム（略称 SSR）」を発足し、全日本F2000選手権（後の全日本F2選手権）に参戦。ドライバーに高橋国光を擁し、自社製アルミホイールを装着したマシンでデビュー戦を勝利で飾った。
以降、全日本F2000 → F2 → F3000の国内トップフォーミュラや富士GCに参戦。ホイールもレースを重ねる毎に進化を遂げ他社を圧倒して絶大な信頼を得た。
1995年1月17日に発生した阪神・淡路大震災の影響から、この年の全日本F3000参戦が危ぶまれたが、童夢とのジョイント体制で参戦。だがシーズン途中で撤退し、チームは童夢の単独体制となった。そして、この年をもってSSRはレース活動から撤退した。